# William Henry Conley

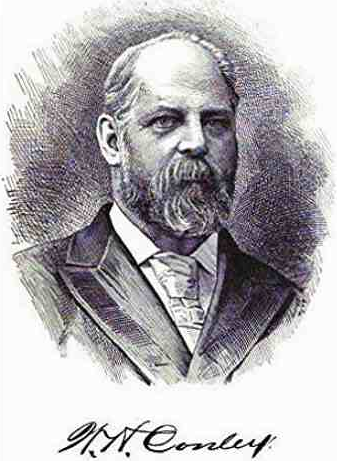
William Henry Conley (1840-1897)

William Henry Conley (11 juni 1840 - Pittsburgh, Pennsylvania, 25 juli 1897) was een filantroop en industrieel uit Pittsburgh en van 1881 tot 1884 de eerste president van Zion's Watch Tower Society. Hij was getrouwd met Sarah Shaffer (1841-1908). Samen verschaften ze organisatorische en financiële steun aan religieuze instellingen in de Verenigde Staten. William Conley werd opgeleid door zijn oom tien jaar voor de drukkerijindustrie. Conley was mede-eigenaar van de Riter Conley Company, die tijdens de Tweede industriële revolutie staal produceerde en aanverwante goederen leverde.

## Steun aan religieuze bewegingen

### Bethelhuis
De Conley's hielden regelmatig gebedsdiensten in hun huis. Het huis van Conley werd soms weken opengesteld voor religieuze en charitatieve doeleinden. Volgens Zion's Watch Tower werden de jaarlijkse herdenking van Christus' dood in het huis van Conley gehouden. Gedurende deze bestemming werd Conley's huis als "Bethel" (letterlijk: "huis van God") aangeduid. De eerste vastgelegde verwijzing van "Bethel" in relatie tot Conley verscheen in 1890, met een verwijzing naar het zendingshuis van juffrouw Lucy Dunne in Jeruzalem, gefinancierd door William en Sarah Conley.

### Wachttorengenootschap
Conley was de eerste president van Zion's Watch Tower Society, van 16 februari 1881 tot 15 december 1884. Dit is de voorloper van het voormalige kerkgenootschap van Jehova's getuigen, in Nederland (met een andere functie) het Wachttoren-, Bijbel- en Traktaatgenootschap (beter bekend als Wachttorengenootschap). Conley stortte $ 3500,– (70%) van het startkapitaal van $ 5000,–. Joseph Russell stortte $ 1000,– (20%), zijn zoon Charles Taze Russell $ 500,– (10%). Charles Taze Russell was secretaris-penningmeester van dit genootschap. Op 15 december 1884 werd het Wachttorengenootschap rechtspersoonlijkheid verleend in Pittsburgh (Pennsylvania, Verenigde Staten) als Watch Tower Bible and Tract Society met Charles Taze Russell als president.
William Henry en Sarah Conley waren twee van de vijf oorspronkelijke "Allegheny Bible Students uit de jaren 1870" waarnaar publicaties van het Wachttorengenootschap soms verwijzen. Hoewel Conley een Second Adventist was geweest, blijkt uit het feit dat hij nieuwe businessplannen ontwikkelde in 1873/4 — de jaren waarin Jonas Wendell en Nelson H. Barbour Armageddon hadden voorspeld — dat hij niet een van degenen was die halsoverkop de "time brethren" volgden als deze weer een nieuwe voorspelling formuleerden over een of ander jaar. In 1881/1882 deed William Conley enkele aanzienlijke giften aan Russell om te worden aangewend ten behoeve van de (kostbare) verspreiding van Food For Thinking Christians, met als doel een aanzienlijke hoeveelheid gelovigen te verzamelen. Nadat bleek dat dit doel niet werd bereikt en Russell onder de invloed van Nelson Barbour geraakte en begon te verkondigen dat Christus onzichtbaar was wedergekomen in 1874 en de Wederopname zou plaatsvinden met het Paschafeest van 1878, en daarna in 1881, deed Conley geen donaties meer in de omvang zoals hij dat eerder had gedaan om Russells plannen te financieren. Vanaf eind 1882 tot het midden van de jaren 1890 meldt de Watch Tower Society slechts enkele schenkingen en ontvouwde in dat tiental jaren ten gevolge daarvan minimale activiteiten.

### Christian en Missionary Alliance
Conley was een lid van de raad van de managers van de niet-confessionele "Christian en Missionary Alliance" (CMA) en speelde een belangrijke rol bij de financiering en de organisatie ervan op lokaal, staats- en nationaal niveau door de "International Missionary Alliance" (IMA). In 1889 financierde en organiseerde Conley de CMA missie in Jeruzalem die werd bestuurd vanuit zijn huis; een missie die later onder auspiciën van de IMA en uiteindelijk de CMA zou vallen, In datzelfde jaar verkreeg de Internationale Missionary Alliance rechtspersoonlijkheid met behulp van Conley's bijdrage van $ 5.000. De afdeling in Pittsburgh van de "Christian en Missionary Alliance" werd formeel opgericht in 1894. Conley werd verkozen tot president van zowel de afdeling in Pittsburgh tak als die van de staat Pennsylvania, een ambt dat hij behield tot aan zijn dood in 1897.

## Zakelijke carrière
Conley was tevens (mede)eigenaar van Riter-Conley Company, Iron and Steel Construction, Pittsburgh, PA. Hij was boekhouder bij de oorspronkelijke firma die toen uitsluitend naar de eigenaar Riter heette. Riter had het bedrijf rond het midden van de jaren 1860 opgericht. Hij stierf in 1873, waarna zijn broer en William Conley een maatschap startten (Riter-Conley Company) om de zaak voort te zetten. Riter en Conley voerden gezamenlijk hun maatschap van 1873 tot de dood van Conley in 1897, waarna Riter een corporatie oprichtte om de zaak voort te zetten (Riter-Conley Mfg. Company). Conley was ook aandeelhouder en bestuurder van de Third National Bank of Allegheny.